# Дерево і кішка
«Дерево і кішка» — український короткометражний мультфільм 1983 року виробництва Київської кіностудії науково-популярних фільмів. Режисер - Євген Сивокінь.

## Сюжет
Мультфільм розповідає сумну історію про взаємовідносини дерева і кішки, яка жила біля нього.

## Над мультфільмом також працювали
- Художник-постановник — В. Серцова
- Мультиплікатори — Ніна Чурилова, Н. Зурабова, І. Ковальов
- Асистенти — В. Рябкіна, І. Скорупський
- Монтаж — Юна Срібницька
- Редактор — Світлана Куценко
- Директор картини — Іван Мазепа